# Cycloderma
Cycloderma es un género de tortugas de la familia Trionychidae. Las especies de este género se distribuyen por África central.

## Especies

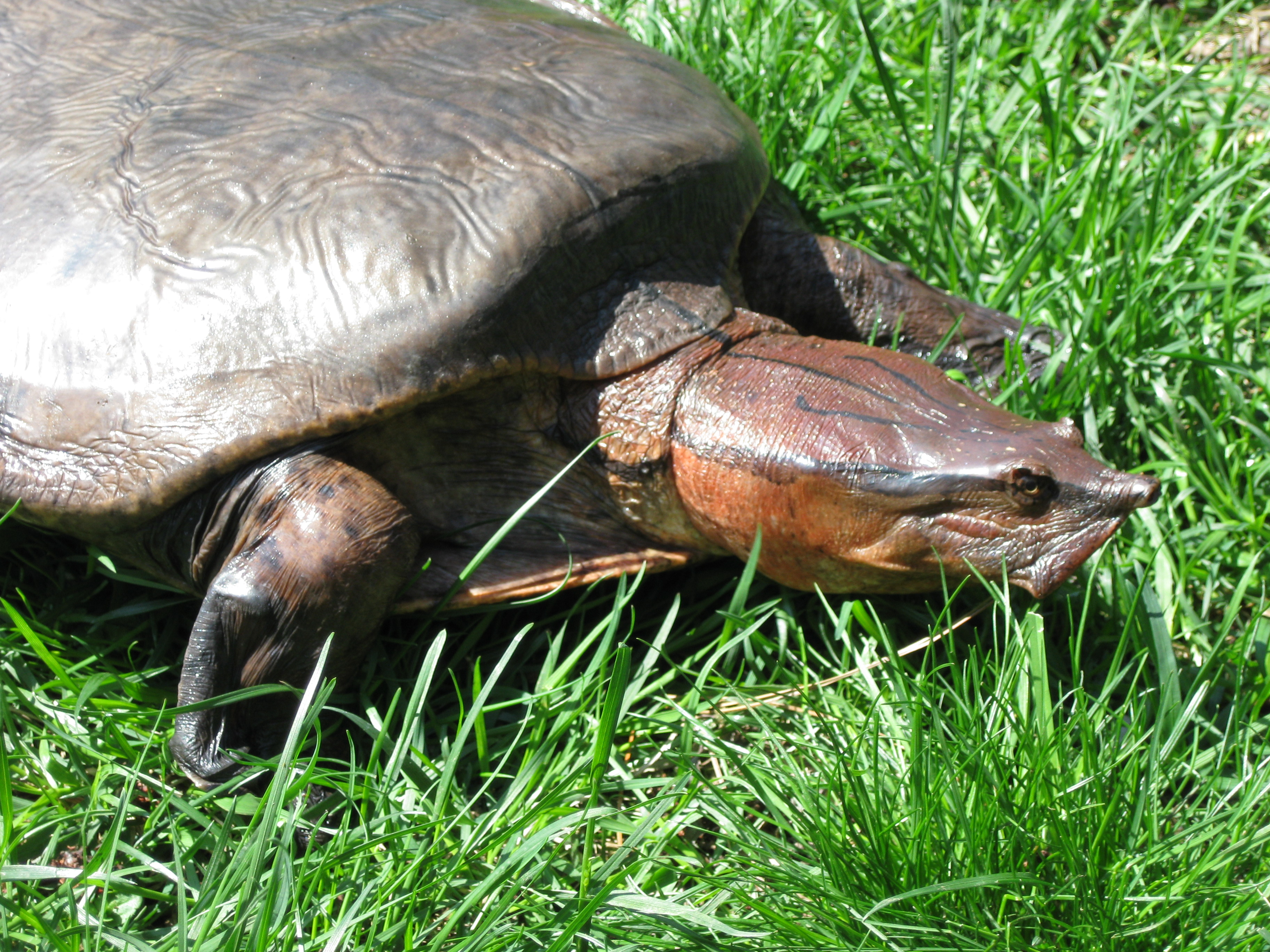
Cycloderma aubryi

Se reconocen las siguientes dos especies:
- Cycloderma aubryi (Duméril, 1856)
- Cycloderma frenatum Peters, 1854